# Borås centralstation
Borås centralstation – węzeł transportowy w Borås, w regionie Västra Götaland, w Szwecji.
Centrum Podróży obejmuje dworzec kolejowy Borås C znajdujący się na Kust till kust-banan, Älvsborgsbanan i Viskadalsbanan, oraz dworzec autobusowy obsługiwany przez firmy Swebus i Bus4You.